# Mehrerauer Seeufer - Bregenzerachmündung
Mehrerauer Seeufer - Bregenzerachmündung este o arie protejată (arie specială de conservare — SAC, sit de importanță comunitară — SCI) din Austria întinsă pe o suprafață de 118,03 ha, integral pe uscat.

## Localizare
Centrul sitului Mehrerauer Seeufer - Bregenzerachmündung este situat la coordonatele 47°30′26″N 9°42′11″E / 47.5072°N 9.7031°E.

## Înființare
Situl Mehrerauer Seeufer - Bregenzerachmündung a fost declarat sit de importanță comunitară în mai 1995 pentru a proteja 1 specie de plante și 16 specii de animale. Situl a fost protejat și ca arie specială de conservare în august 2003.

## Biodiversitate
Situată în ecoregiunea alpină, aria protejată conține 12 habitate naturale: Bancuri de nisip acoperite în permanență slab de apă marină, Ape stătătoare oligotrofe până la mezotrofe, cu vegetație de Littorelletea uniflorae și/sau de Isoëto-Nanojuncetea, Ape puternic oligomezotrofe cu vegetație bentonică cu Chara spp., Lacuri eutrofice naturale cu vegetație de tip Magnopotamion sau Hydrocharition, Râuri de munte și vegetația erbacee de pe malurile acestora, Râuri de munte și vegetația lor lemnoasă cu Salix elaeagnos, Pajiști cu Molinia pe soluri calcaroase, turboase sau argilos-nămoloase (Molinion caeruleae), Mlaștini turboase de tranziție și turbării mișcătoare, Mlaștini alcaline, Formațiuni pioniere alpine de Caricion bicoloris-atrofuscae, Păduri aluvionare cu Alnus glutinosa și Fraxinus excelsior (Alno-Padion, Alnion incanae, Salicion albae), Păduri mixte riverane de Quercus robur, Ulmus laevis și Ulmus minor, Fraxinus excelsior sau Fraxinus angustifolia, de-a lungul marilor râuri (Ulmenion minoris).
La baza desemnării sitului se află mai multe specii protejate:
- plante (1): Myosotis rehsteineri
- păsări (9): pescăruș albastru (Alcedo atthis), rață-cu-cap-castaniu (Aythya ferina), rața moțată (Aythya fuligula), buhai de baltă (Botaurus stellaris), stârc pitic (Ixobrychus minutus), rață cu ciuf (Netta rufina), culic mare (Numenius arquata), fluierar de mlaștină (Tringa glareola), nagâț (Vanellus vanellus)
- amfibieni (2): izvoraș-cu-burta-galbenă (Bombina variegata), triton cu creastă (Triturus cristatus)
- mamifere (1): castor (Castor fiber)
- nevertebrate (1): Phengaris nausithous
- pești (3): zglăvoacă (Cottus gobio), boarță (Rhodeus sericeus amarus), clean dungat (Telestes souffia)

Pe lângă speciile protejate, pe teritoriul sitului au mai fost identificate 32 de specii de plante, 7 specii de păsări, 4 specii de amfibieni, 9 specii de mamifere, 25 de specii de nevertebrate, 2 specii de pești, 2 specii de reptile.